# 二十世纪太平洋歌
《二十世纪太平洋歌》是梁启超的诗作，写于1900年1月30日午夜。
在该诗中，梁启超提出人类文明经历了三个时代：第一纪是“河流文明时代”，由中国、印度、埃及和小亚细亚这四个“古文明祖国”组成。第二纪为“内海文明时代”，由地中海、波罗的海、阿拉伯海和黄海、渤海等周边文明构成。第三纪为“大洋文明时代”，是随着哥伦布发现新大陆出现的。
文中所提出的河流文明时代的“四大古文明祖国”，是“四大文明古国”说法的目前所知的早期雏形。